# Мелетий (Дёмин)
Иеромона́х Меле́тий (в миру Матве́й Ива́нович Дёмин; 1880, село Столбово — 1982, Локоть, Брянская область) — иеромонах Русской православной церкви, подвижник из посёлка Локоть Брянской области. Имеет место почитание старца Мелетия в Брянской епархии, готовятся материалы для рассмотрения вопроса о его канонизации Русской православной церковью.

## Биография
Родился в многодетной семье в селе Столбово (ныне Брянской области). Название своё, по преданию, оно получило от явления огненного столпа. Крестьяне, приняв его за пожар в лесу, устремились туда и увидели икону Николы Чудотворца на дубовом столбе, от которого шёл свет до неба. За разъяснением обратились к старцу, жившему неподалёку на берегу озера. Старец ответил: «На месте сем родится великий Божий угодник, столп православия».
Последователь религиозно-монархического учения святого Иоанна Кронштадтского. Работал столяром и плотником, нелегально занимался священнослужением. Трижды арестовывался. В 1930-х был приговорён к расстрелу, бежал из тюрьмы, затем снова был арестован, отбыл срок. В 1940-х был осуждён на 25 лет лагерей. По окончании срока поселился в посёлке Локоть, которому пророчил большую известность в будущем.
По словам верующих, наблюдается мироточение на могиле старца и исцеления по молитвам ему.